# Андійський фламінго
Андійський фламінго (Phoenicopterus) — рід водних птахів родини фламінгових (Phoenicopteridae). Містить два види.

## Поширення
Рід поширений на півдні Південної Америки. Представники роду трапляються в Перу, Болівії, Аргентині та Чилі.

## Опис
Тіло завдовжки 90–110 см; вага тіла 2–2,4 кг.

## Види
- Фламінго андійський (Phoenicoparrus andinus)
- Фламінго жовтодзьобий (Phoenicoparrus jamesi)